# Stefan Schlögl
Stefan Schlögl (* 1973 in Braunau am Inn, Oberösterreich) ist ein österreichischer Autor historischer Sachbücher und Journalist.

## Jugend und Journalismus
Stefan Schlögl wuchs in Braunau am Inn auf. Nach Abschluss der Handelsschule arbeitete er als Heilpädagogischer Betreuer bei der Lebenshilfe Oberösterreich und absolvierte parallel die Oberösterreichische Journalistenakademie im Bildungshaus Schloss Puchberg. Danach belegte Schlögl die Studienberechtigungsprüfung und studierte in Wien Publizistik und Kommunikationswissenschaften sowie Pädagogik.
Während des Studiums arbeitete er als freier Journalist, unter anderem für die Wiener Stadtzeitung Falter. Von 1998 bis 2000 arbeitete Schlögl als Projektleiter im Büchereiverband Österreichs (BVÖ). Bis 2003 war er Redakteur, später Ressortleiter Wirtschaft in der Online-Redaktion von derStandard.at, danach Redakteur des  Automagazins Autorevue. Schlögl gehörte zu den Gründungsredakteuren der Monatszeitschrift Datum - Seiten der Zeit. 2009 ging er als ständiger Mitarbeiter zum Österreichbüro der Wochenzeitung Die Zeit. 2011 wechselte er als Chef vom Dienst zu derStandard.at. Später wurde er Chef vom Dienst der Tageszeitung Der Standard.
2015 machte sich Schlögl selbständig und verfasste Reportagen, Essays, Porträts u. a. für Falter, Standard, Datum, Bergwelten, Autorevue oder Terra Mater.
Für seine Reportage „Mit letzter Kraft“ über einen Pensionisten, der für seinen Traum vom eigenen Motorenmuseum am Gemeindeamt in Tragwein in einen mehrmonatigen Sitzstreik getreten ist, wurde er mit dem Österreichischen Zeitschriftenpreis ausgezeichnet.

## Verleger
Schlögl war bis Anfang 2021 Cheflektor beim Wiener Brandstätter Verlag. Danach war er Mitgründer des Verlags Edition 5Haus, Wien. Zwischen 2022 und 2025 war Schlögl Programmverantwortlicher des von Fritz Molden gegründeten Molden Verlags (Styria Media Group).

## Zeitgeschichte-Tage Braunau
Seit Februar 2025 ist Schlögl neben seiner Tätigkeit als Lektor und Autor wissenschaftlicher Leiter der internationalen Zeitgeschichte-Tage Braunau, die seit 1992 jährlich vom Verein für Zeitgeschichte Braunau veranstaltet werden.

## Publikationen
- Napoleon schläft mit Mona Lisa. Die ganze Wahrheit über den Kaiser der Fake News. Mit Illustrationen von Wolfgang Hartl. Edition 5Haus, Wien, 2021, ISBN 978-3-9504721-8-9[17]
- Weil es mich gibt: 24 Porträts von außergewöhnlichen Menschen. Mit Fotografien von Christopher Mavrič. Bibliothek der Provinz, Weitra, 2018, ISBN 978-3-99028-786-6
- Bussi, du weißt schon wohin. Die schmutzige Wahrheit über Singlebörsen im Internet. Books on Demand, 2000, ISBN 978-3-8311-0744-5

Buchbeiträge
- Viel Geschirr für keine Gäste. In: Harald Schmidt (Hrsg.): In der Frittatensuppe feiert die Provinz ihre Triumphe. Thomas Bernhard. Eine kulinarische Spurensuche. Brandstätter Verlag, Wien, 2022, ISBN 978-3-7106-0533-8
- Porträt  über den Architekten Erich Hofbauer. In: Günther Brandstetter (Hrsg.), Marietta Mühlfellner (Hrsg.): hochbetagt: 15 Porträts. Verlag Anton Pustet, Salzburg 2017, ISBN 978-3-7025-0879-1.